# 聖塞瓦斯蒂安 (波多黎各)
聖塞瓦斯蒂安（西班牙語：San Sebastián）是波多黎各的城鎮，位於該島西北部，始建於1752年，面積185平方公里，海拔高度68米，主要農產品有咖啡和水果，2010年人口41,058，人口密度每平方公里300人。

## 外部連結
- San Sebastián and its barrios, United States Census Bureau